# Вільянуева-де-ла-Каньяда
Вільянуева-де-ла-Каньяда (ісп. Villanueva de la Cañada) — муніципалітет в Іспанії, у складі автономної спільноти Мадрид. Населення — 17 271 особа (2010).
Муніципалітет розташований на відстані близько 25 км на захід від Мадрида.
На території муніципалітету розташовані такі населені пункти: (дані про населення за 2010 рік)
- Вільянуева-де-ла-Каньяда: 11896 осіб
- Ель-Паланкар: 1151 особа
- Вільяфранка-дель-Кастільйо: 4224 особи

## Демографія
Динаміка населення (INE ):

## Галерея зображень

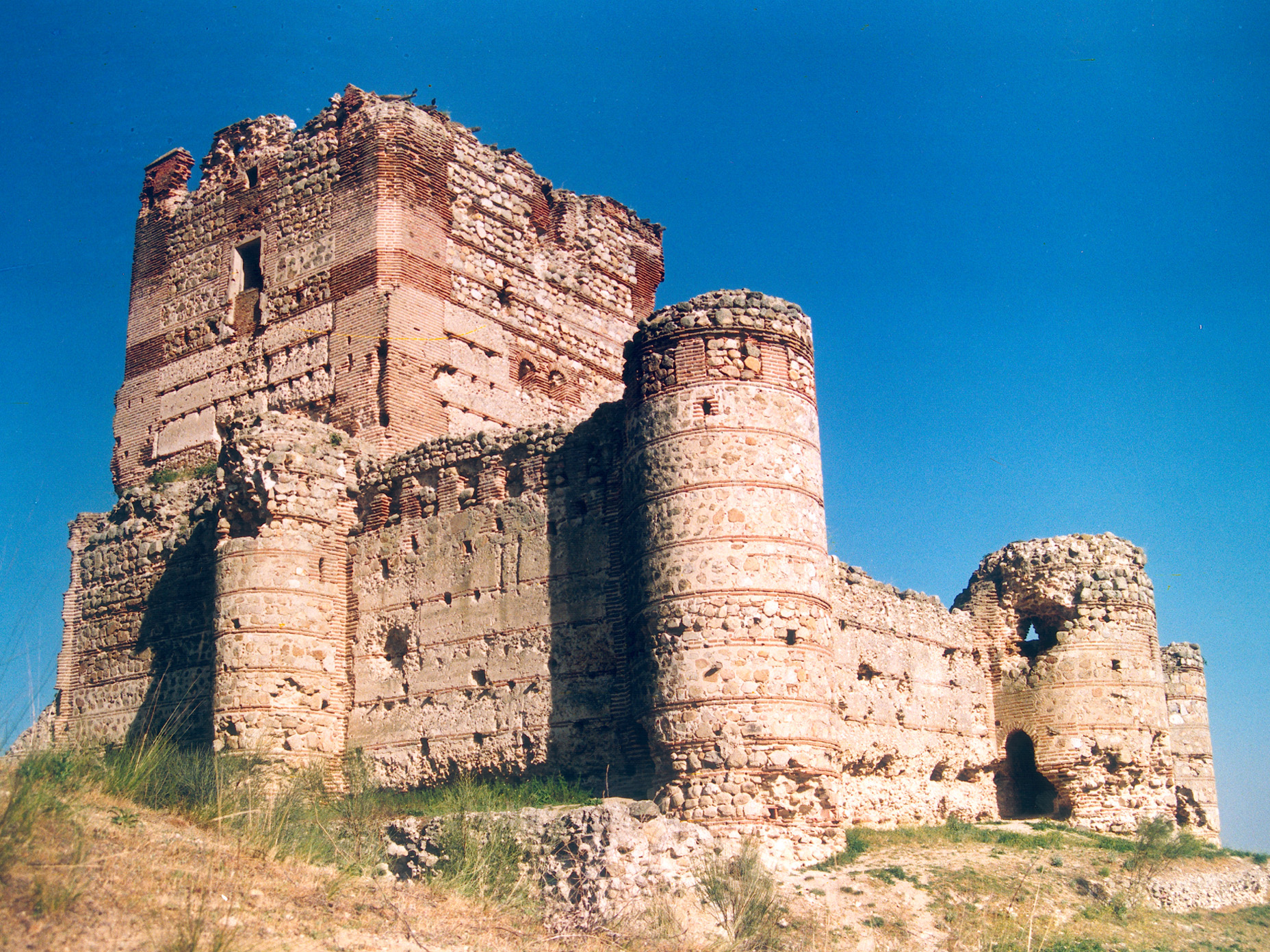
Замок Ауленсія
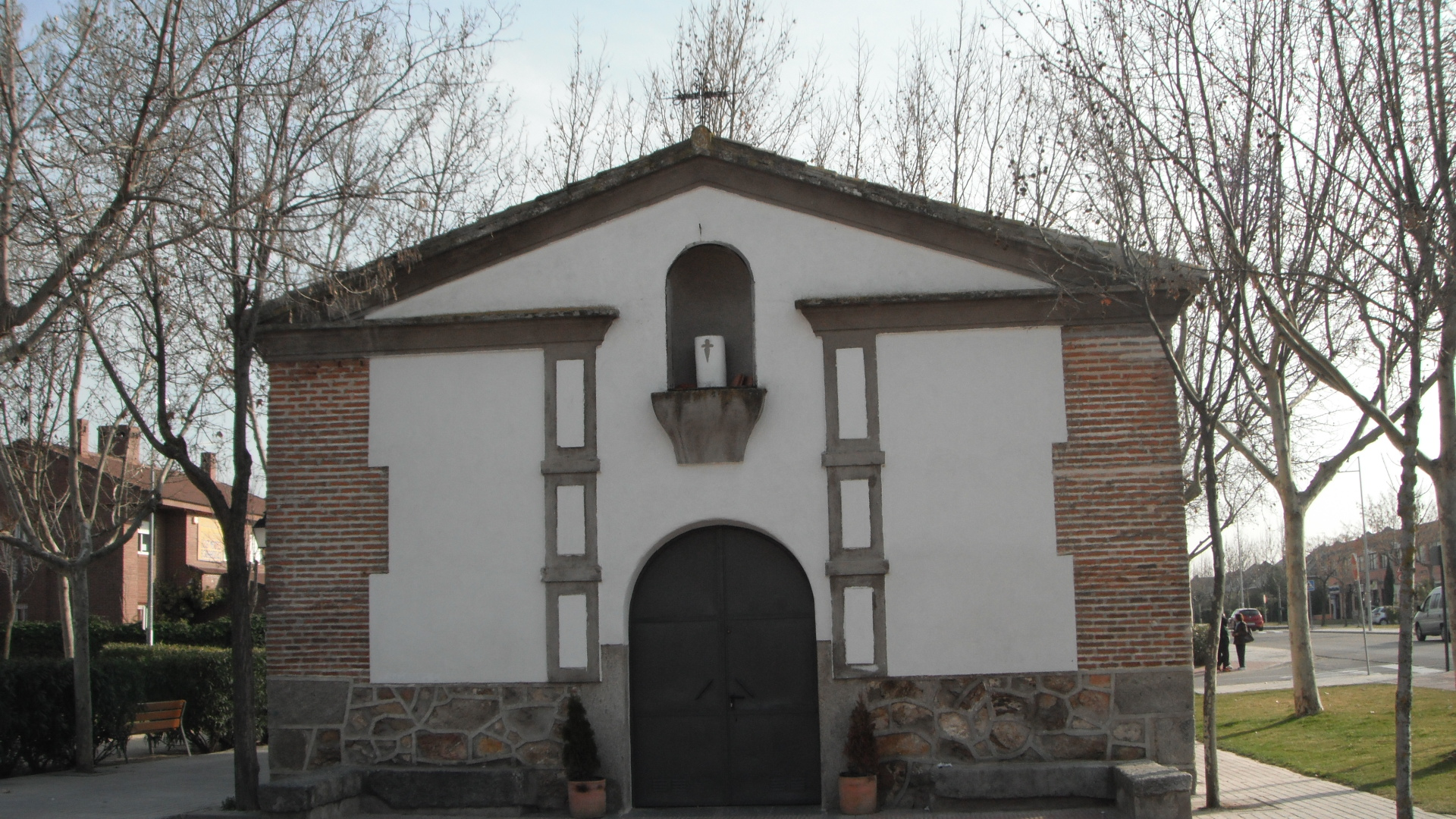
Каплиця Сан-Ісідро